# Carcinome parathyroïdien
 Mise en garde médicale
Le carcinome parathyroïdien est un cancer rare entraînant la progression d'un adénome parathyroïdien à un carcinome. Il se forme dans les tissus d'une ou plusieurs parathyroïdes (les quatre glandes de la taille d'un pois, situées dans le cou qui produisent l'hormone parathyroïdienne (PTH)—la PTH aide le corps à maintenir des niveaux normaux de calcium sérique en favorisant la réabsorption du calcium par les os—agissant toutefois contre l'hormone calcitonine, qui favorise plutôt le stockage du calcium).
Il est rare — avec moins d'un millier de cas documentés depuis sa première découverte en 1904,,,,, — et beaucoup moins fréquent que l'adénome parathyroïdien. Il peut être difficile de l'exciser. Le taux d'apparition du carcinome parathyroïdien est compris entre 0,5 % et 5 %,,,.

## Signes et symptômes
La plupart des patients souffrent d’hypercalcémie modérée à grave et de taux élevés de PTH. Un large amas sous le cou est souvent observée et des anomalies rénales et osseuses sont courants.

## Facteurs de risque
Le cancer de la parathyroïde se manifeste à l’âge mûr à un rythme  identique chez les hommes et les femmes.
Les affections qui semblent entraîner un risque accru de cancer de la parathyroïde comprennent la néoplasie endocrinienne multiple de type 1, l'hyperparathyroïdie familiale isolée autosomique dominante (en) et le syndrome d'hyperparathyroïdie-tumeur de la mâchoire (en) (qui est d'ailleurs héréditaire). La cause du cancer de la parathyroïde a aussi été associée à une exposition aux rayonnements externes, mais la plupart des rapports décrivent plutôt une relation entre les rayonnements et l'adénome parathyroïdien (le plus courant).

## Diagnostic
Sur la scintigraphie parathyroïdienne au Sestamibi (en), un carcinome parathyroïdien est déterminé par une radioactivité intense supérieure à celle de la glande submandibulaire sur l'image différée, aucun lavage apparent entre les images antérieures et postérieur, et une concentration élevée de PTH dans le sang (chez les personnes âgées de plus de 40 ans). Il a été suggéré que des niveaux élevés d’HCG peuvent agir en tant que marqueur du carcinome parathyroïdien dans le bon contexte. Cependant, d'autres maladies thyroïdiennes telles que le goitre multinodulaire, la thyroïdite de Hashimoto, l'adénome thyroïdien (en) et carcinome thyroïdien (en) retiennent également le radiotraceur en raison de la nature métabolique élevée de ces maladies. Ainsi, le diagnostic final nécessite toujours un examen pathologique du tissu en question.

## Traitements
Le carcinome parathyroïdien est parfois diagnostiqué lors d’une intervention chirurgicale initialement pour l'hyperparathyroïdie primaire. Si le chirurgien suspecte un carcinome en raison de la gravité ou par l'invasion des tissus environnants par une tumeur parathyroïdienne dure, une excision agressive est réalisée, la thyroïde et les tissus environnants sont aussi excisés si nécessaire.
Des agents tels que les calcimimétiques (dont le cinacalcet, par exemple) sont utilisés pour imiter le calcium, et sont capables d'activer le récepteur de détection du calcium parathyroïdien (faisant « croire » à la glande parathyroïde qu'il y a plus de calcium qu'en réalité), abaissant ainsi le taux de calcium, dans une tentative de diminuer l'hypercalcémie.